# Mind Playing Tricks on Me
Mind Playing Tricks on Me é um single dos Geto Boys, que apareceu no seu álbum de 1991 We Can't Be Stopped. As letras usadas descrevem vários estados mentais como alucinação, ilusão e paranóia. O sample usado na canção é 'Hung Up On My Baby' de Isaac Hayes do seu álbum de 1974 Tough Guys. Foi o único single a chegar ao número um nas paradas de Rap lançado pelo grupo. Alcançou o número 23 na Billboard Hot 100, se tornando o single de maior sucesso nas paradas dos Geto Boys. Também recebeu o certificado de disco de ouro pela RIAA. Tem sido considerado um das melhores canções de hip hop dos anos 1990.
O sample desta musica foi usada por Gabriel o Pensador no seu primeiro disco em 1993 na musica Lavagem cerebral.

## Lista de faixas
1. "Mind Playing Tricks on Me" (Radio Version)
2. "Mind Playing Tricks on Me" (Dirty Version)
3. "Mind Playing Tricks on Me" (Club Version)
4. "Mind Playing Tricks on Me" (Instrumental)

## Desempenho nas tabelas musicais
| Tabela musical (1991)             | Posição |
| --------------------------------- | ------- |
| The Billboard hot 100             | 23      |
| Hot Rap Singles                   | 1       |
| Hot R&B/Hip-Hop Songs             | 10      |
| Hot Dance Music/Maxi Single Sales | 32      |